# Piedrahíta
Piedrahíta település Spanyolországban, Ávila tartományban. Piedrahíta Malpartida de Corneja, Mesegar de Corneja, San Miguel de Corneja, Navaescurial, Santiago del Collado, La Aldehuela, Hoyorredondo és San Bartolomé de Corneja községekkel határos. Lakosainak száma 1637 fő (2024).

## Népesség
A település népessége az utóbbi években az alábbiak szerint változott:
| Lakosok száma | 2127 | 2024 | 1948 | 2055 | 2014 | 1990 | 1848 | 1822 | 1754 | 1637 |
|               | 2001 | 2004 | 2006 | 2009 | 2011 | 2014 | 2016 | 2019 | 2021 | 2024 |